# بيتر ساغان
بيتر ساجان (بالسلوفاكية: Peter Sagan)‏ مواليد 26 يناير 1990، هو دراج سلوفاكي في صنف سباق الدراجات على الطريق. شارك في دورة الألعاب الأولمبية الصيفية.

## سباقات أو مراحل فاز بها
| التاريخ        | السباق                                                     | المركز                                                                |
| -------------- | ---------------------------------------------------------- | --------------------------------------------------------------------- |
| 13 أبريل 2008  | Paris-Roubaix Juniors 2008                                 |                                                                       |
| 14 مارس 2010   | باريس-نيس 2010                                             | الأول في تصنيف النقاط، الرابع في تصنيف أفضل شاب                       |
| 23 مايو 2010   | طواف كاليفورنيا 2010                                       | الثامن في التصنيف العام                                               |
| 28 أغسطس 2010  | 2010 Giro del Veneto                                       |                                                                       |
| 12 سبتمبر 2010 | جائزة مونتريال الكبرى للدراجات 2010                        | الثاني في التصنيف العام                                               |
| 01 يناير 2011  | Tour de Sardaigne 2011                                     |                                                                       |
| 19 مارس 2011   | ميلان-سان ريمو 2011                                        | المرتبة 17 في التصنيف العام                                           |
| 22 مايو 2011   | طواف كاليفورنيا 2011                                       |                                                                       |
| 19 يونيو 2011  | طواف سويسرا 2011                                           | الأول في تصنيف النقاط                                                 |
| 26 يونيو 2011  | 2011 Slovakia National Road Cycling Championships Men RR   |                                                                       |
| 06 أغسطس 2011  | طواف بولندا 2011                                           | الأول في التصنيف العام                                                |
| 19 فبراير 2012 | طواف عمان 2012                                             |                                                                       |
| 20 مايو 2012   | طواف كاليفورنيا 2012                                       | الأول في تصنيف النقاط                                                 |
| 17 يونيو 2012  | طواف سويسرا 2012                                           | الأول في تصنيف النقاط                                                 |
| 24 يونيو 2012  | 2012 Slovakia National Road Cycling Championships Men RR   |                                                                       |
| 22 يوليو 2012  | سباق طواف فرنسا 2012                                       | الأول في تصنيف النقاط، السابع في تصنيف أفضل شاب                       |
| 28 فبراير 2013 | 2013 Gran Premio Città di Camaiore                         |                                                                       |
| 24 مارس 2013   | غنت-وفلجم 2013                                             | الأول في التصنيف العام                                                |
| 10 أبريل 2013  | برابانتس بييل 2013                                         |                                                                       |
| 19 مايو 2013   | طواف كاليفورنيا 2013                                       | الأول في تصنيف النقاط                                                 |
| 16 يونيو 2013  | طواف سويسرا 2013                                           | الأول في تصنيف النقاط                                                 |
| 23 يونيو 2013  | سباق الطريق للرجال في بطولة سلوفاكيا لسباق الدراجات 2013   |                                                                       |
| 21 يوليو 2013  | سباق طواف فرنسا 2013                                       | الأول في تصنيف النقاط                                                 |
| 25 أغسطس 2013  | يو إس إيه برو تشالنج 2013                                  | الأول في تصنيف النقاط                                                 |
| 15 سبتمبر 2013 | جائزة مونتريال الكبرى للدراجات 2013                        | الأول في التصنيف العام                                                |
| 18 مارس 2014   | تيرينو ادرياتيكو 2014                                      | الأول في تصنيف النقاط، السابع في تصنيف أفضل شاب                       |
| 28 مارس 2014   | إي ثري هاريل بيك 2014                                      | الأول في التصنيف العام                                                |
| 18 مايو 2014   | طواف كاليفورنيا 2014                                       | الأول في تصنيف النقاط                                                 |
| 22 يونيو 2014  | طواف سويسرا 2014                                           | الأول في تصنيف النقاط                                                 |
| 29 يونيو 2014  | سباق الطريق للرجال في بطولة سلوفاكيا لسباق الدراجات 2014   |                                                                       |
| 27 يوليو 2014  | سباق طواف فرنسا 2014                                       | الأول في تصنيف النقاط، العاشر في تصنيف أفضل شاب                       |
| 01 يناير 2015  | 2015 سباق الطريق في بطولة العالم لسباق الدراجات على الطريق |                                                                       |
| 01 يناير 2015  | طواف سويسرا 2015                                           |                                                                       |
| 13 فبراير 2015 | طواف قطر 2015                                              |                                                                       |
| 17 مارس 2015   | تيرينو ادرياتيكو 2015                                      | الأول في تصنيف النقاط، السابع في تصنيف أفضل شاب                       |
| 17 مايو 2015   | طواف كاليفورنيا 2015                                       | الأول في التصنيف العام، الثاني في تصنيف النقاط                        |
| 26 يونيو 2015  | سباق الطريق ضد الساعة للرجال في بطولة سلوفاكيا 2015        |                                                                       |
| 28 يونيو 2015  | سباق الطريق للرجال في بطولة سلوفاكيا لسباق الدراجات 2015   |                                                                       |
| 26 يوليو 2015  | سباق طواف فرنسا 2015                                       | الأول في تصنيف النقاط، السادس في تصنيف أفضل شاب                       |
| 01 يناير 2016  | طواف العالم للدراجات 2016                                  |                                                                       |
| 01 يناير 2016  | طواف آسيا للدراجات 2016                                    |                                                                       |
| 15 مارس 2016   | تيرينو ادرياتيكو 2016                                      | الأول في تصنيف النقاط، الثاني في التصنيف العام                        |
| 27 مارس 2016   | غنت-وفلجم 2016                                             | الأول في التصنيف العام                                                |
| 03 أبريل 2016  | طواف فلاندرز 2016                                          | الأول في التصنيف العام                                                |
| 22 مايو 2016   | طواف كاليفورنيا 2016                                       | الأول في تصنيف النقاط، الثامن في تصنيف الجبال                         |
| 26 يونيو 2016  | سباق الطريق للرجال في بطولة سلوفاكيا لسباق الدراجات 2016   |                                                                       |
| 24 يوليو 2016  | طواف فرنسا 2016                                            | الأول في تصنيف النقاط                                                 |
| 09 سبتمبر 2016 | جائزة كيبيك الكبرى للدراجات 2016                           | الأول في التصنيف العام                                                |
| 18 سبتمبر 2016 | سباق الطريق لنخبة الرجال - بطولة أوروبا للدراجات 2016      |                                                                       |
| 25 سبتمبر 2016 | طواف إينكو 2016                                            | الأول في تصنيف النقاط، الثالث في التصنيف العام                        |
| 16 أكتوبر 2016 | سباق الطريق في بطولة العالم 2016                           | الأول في التصنيف العام                                                |
| 26 فبراير 2017 | كرونا بروكسل 2017                                          | الأول في التصنيف العام                                                |
| 14 مارس 2017   | تيرينو ادرياتيكو 2017                                      | الأول في تصنيف النقاط، السابع في تصنيف الجبال                         |
| 20 مايو 2017   | طواف كاليفورنيا 2017                                       | الأول في تصنيف النقاط                                                 |
| 18 يونيو 2017  | طواف سويسرا 2017                                           | الأول في تصنيف النقاط                                                 |
| 25 يونيو 2017  | سباق الطريق للرجال في بطولة سلوفاكيا لسباق الدراجات 2017   |                                                                       |
| 04 أغسطس 2017  | طواف بولندا 2017                                           | الأول في تصنيف النقاط                                                 |
| 13 أغسطس 2017  | طواف بينك بانك 2017                                        | الأول في تصنيف النقاط، السابع في التصنيف العام                        |
| 08 سبتمبر 2017 | جائزة كيبيك الكبرى للدراجات 2017                           | الأول في التصنيف العام                                                |
| 24 سبتمبر 2017 | سباق الطريق في بطولة العالم 2017                           | الأول في التصنيف العام                                                |
| 01 يناير 2018  | طواف العالم للدراجات 2018                                  |                                                                       |
| 14 يناير 2018  | 2018 People's Choice Classic                               | الأول في التصنيف العام                                                |
| 21 يناير 2018  | داون أندر 2018                                             | الأول في تصنيف النقاط                                                 |
| 25 مارس 2018   | غنت-وفلجم 2018                                             | الأول في التصنيف العام                                                |
| 08 أبريل 2018  | سباق باريس روبيه 2018                                      | الأول في التصنيف العام                                                |
| 17 يونيو 2018  | طواف سويسرا 2018                                           | الأول في تصنيف النقاط                                                 |
| 24 يونيو 2018  | سباق الطريق للرجال في بطولة سلوفاكيا لسباق الدراجات 2018   |                                                                       |
| 29 يوليو 2018  | سباق طواف فرنسا 2018                                       | الأول في تصنيف النقاط                                                 |
| 31 يوليو 2018  | 2018 Natourcriterium Roeselare                             |                                                                       |
| 23 يونيو 2019  | طواف سويسرا 2019                                           | الأول في تصنيف النقاط                                                 |
| 28 يوليو 2019  | سباق طواف فرنسا 2019                                       | الأول في تصنيف النقاط                                                 |
| 30 مايو 2021   | طواف إيطاليا 2021                                          | الأول في تصنيف النقاط                                                 |
| 20 يونيو 2021  | سباق الطريق للرجال في بطولة سلوفاكيا 2021                  |                                                                       |
| 19 سبتمبر 2021 | أوكولو سلوفينسكا 2021                                      | الأول في التصنيف العام، الأول في تصنيف النقاط، الثامن في تصنيف الجبال |
| 26 يونيو 2022  | سباق الطريق للرجال في بطولة سلوفاكيا 2022                  |                                                                       |
| 25 يونيو 2023  | سباق الطريق للرجال في بطولة سلوفاكيا 2023                  |                                                                       |

## روابط خارجية
- بيتر ساجان على موقع الاتحاد الدولي للدراجات (الإنجليزية)
- بيتر ساجان على موقع أرشيف الدراجات (الإنجليزية)
- بيتر ساجان على موقع إحصائيات الدراجات الإحترافية (الإنجليزية)
- بيتر ساجان على موقع نسبة الدراجات (الإنجليزية)
- بيتر ساجان على موقع CycleBase (الإنجليزية)
- بيتر ساجان على موقع اللجنة الأولمبية الدولية (الإنجليزية)
- بيتر ساجان على موقع أوليمبيديا (الإنجليزية)
- بيتر ساجان على موقع اللجنة الأولمبية السلوفاكية (السلوفاكية)
- بيتر ساجان على موقع AS.com (الإسبانية)